# Heinz Krendl
Heinz Krendl (* 5. Mai 1939 in Enzersdorf an der Fischa; † 17. September 2008 in Mödling) war ein österreichischer Politiker (SPÖ) und Elektrotechniker. Er war von 1976 bis 1996 Abgeordneter zum Landtag von Niederösterreich.

## Politik
Krendl engagierte sich in seiner Jugend als SJ-Landesobmann und übernahm in der Folge die Funktion des stellvertretenden Bundesobmanns. Daneben arbeitete er bis 1976 als Bezirksparteisekretär und stieg danach zum SPÖ-Bezirksparteiobmann auf. Ab 1970 war Krendl als Gemeinderat in Margarethen am Moos aktiv, nach der Gemeindezusammenlegung 1975 wurde er Gemeinderat in Enzersdorf an der Fischa. 1980 stieg er zum Vizebürgermeister der neu gegründeten Gemeinde auf, zwischen 1989 und 2000 übte er das Amt des Bürgermeisters aus. Krendl war zudem zwischen 1986 und 1992 Landesobmann der Kinderfreunde und vertrat die SPÖ Niederösterreich zwischen dem 22. Jänner 1976 und dem 25. Jänner 1996 im Niederösterreichischen Landtag.